# Měnová jednotka
Měnová jednotka je jednotka výměny pro převod hodnoty zboží nebo služby. Je to forma peněz, kde peníze jsou definovány jako prostředek směny (ne jako způsob hromadění majetku). Zóna měny je země nebo oblast, ve které je měnová jednotka dominantním prostředkem směny. Pro snazší obchod mezi jednotlivými zónami měn jsou stanoveny devizové kursy, tj. ceny, za které je možné vyměňovat různé měnové jednotky mezi sebou.
Typicky má každý stát monopol na jednotnou měnu, která je kontrolována státem vlastněnou centrální bankou. 
Z tohoto principu existují výjimky, několik zemí může používat stejnou měnovou jednotku (měnová unie), jindy může země používat měnu jiné země jako své zákonné platidlo (např. Lichtenštejnsko používá švýcarský frank, San Marino nebo Černá Hora euro).
Každá měna má typicky definován zlomek základní jednotky, často je to setina hlavní měny: 100 haléřů = 1 koruna, 100 centů = 1 dolar, 100 centimů = 1 frank. Také existují jednotky 1/10 nebo 1/1000, ale některé měny nemají žádné dílčí jednotky. Mnoho měn je sice oficiálně rozděleno na dílčí jednotky, ale mince nebo bankovky se v nominálních hodnotách dílčích jednotek vůbec nevydávají. Mauritánie a Madagaskar jsou poslední země, které nepoužívají desetinný systém; dílčí měnové jednotky jsou jednou pětinou základní měny.